# تشارلز هنتر (عداء مسافات طويلة)
تشارلز هنتر (بالإنجليزية: Charles Hunter)‏ هو عداء مسافات طويلة أمريكي، ولد في 3 مايو 1892، وتوفي في 21 نوفمبر 1974.

## وصلات خارجية
- تشارلز هنتر على موقع أوليمبيديا (الإنجليزية)